# Dave Bargeron
David Wayne „Dave“ Bargeron (* 6. September 1942 in Athol, Massachusetts; † 18. Januar 2025) war ein US-amerikanischer Jazzposaunist und Tubist.

## Leben
Dave Bargeron hatte seinen ersten Job als Leadposaunist bei der Clark Terry Big Band (1968–1970). Zur selben Zeit spielte er auch Bassposaune und Tuba in der Band von Doc Severinsen. Im Jahr 1970 wurde er Mitglied der Jazzrock-Band Blood, Sweat & Tears. Das erste Album, auf dem er mitspielte, war Blood, Sweat & Tears 4. Insgesamt hat er mit Blood, Sweat & Tears elf Alben aufgenommen. 1972 wurde Bargeron zudem Mitglied des Gil Evans Orchestra, dem er lange Jahre angehörte.
Nachdem Bargeron Blood, Sweat & Tears verlassen hatte, wurde er Freelancer-Musiker in New York City. Er hat bei Aufnahmen etwa von Paul Simon, Mick Jagger, James Taylor, Eric Clapton, David Sanborn und Pat Metheny mitgewirkt. Bargeron war zudem lange Zeit Mitglied der Word of Mouth Band von Jaco Pastorius. In späteren Jahren machte er Aufnahmen und internationale Tourneen mit der George Gruntz Concert Jazz Band, mit George Russels International Living Time Orchestra sowie mit Rabih Abou-Khalil. Er war außerdem Gründungsmitglied der 6-Tuba-Band Gravity von Howard Johnson und leitete zusammen mit dem französischen Tubisten Michel Godard das Quartett Tuba Tuba (mit dem Akkordeonisten Luciano Biondini und dem Schlagzeuger Kenwood Dennard). Tuba Tuba tourte hauptsächlich in Europa und trat auf verschiedenen Jazzfestivals und Meisterkursen auf.
Bargeron nahm mehrere Alben unter eigenem Namen auf, sowohl als Solist als auch in Zusammenarbeit mit anderen Musikern. 2006 lebte er mit seiner Familie (vier Kinder) in New York City.

## Diskografie (Auswahl)

### Unter eigenem Namen
- Barge Burns …. Slide Flies (Mapleshade, 1995)
- Dave Bargeron, Michel Godard: TubaTuba (Enja, 2001)
- Dave Bargeron, Michel Godard: TubaTubaTu (Enja, 2005)
- B.R.A.V.O. Duet with Myself (2012) solo

### Mit anderen Bands als Solist
- Jaco Pastorius: Word of Mouth (Warner, 1981)
- Donald Fagen: The Nightfly (Warner, 1982)
- Gil Evans: Bud & Bird (Evidence, 1986, gewann einen Grammy 1989)
- Blood, Sweat & Tears: Live and Improvised (Sony, 1991)
- Miles Davis and Quincy Jones: Miles & Quincy Live at Montreux (WEA, 1993)
- Gerry Mulligan: Rebirth of the Cool (GRP, 1993)
- Johnny Griffin: Dance of Passion (Polygram, 1993)
- Michel Camillo: One More Once (Sony, 1994)
- Howard Johnson & Gravity: Gravity!!! (Polygram, 1995)
- Howard Johnson & Gravity: Right Now (Polygram, 1998)